# Michele Greco
Michele Greco, ps. Il Papa (ur. 12 maja 1924 w Ciaculli na Sycylii, zm. 13 lutego 2008 w Rzymie) – włoski mafioso, jeden z czołowych bossów mafii sycylijskiej. Przewodniczący komisji sycylijskiej mafii CUPOLA od 1978 roku (po usunięciu z tego stanowiska Gaetana Badalamentiego).
Wieloletni szef klanu (cosca) Ciaculli. Przejął przywództwo nad klanem Croceverde Giardini po ojcu, Giuseppe Greco. Przestępczymi poczynaniami rodziny kierował wprost ze swojej posiadłości La Favarella (na jej terenie znajdowały się rafinerie heroinowe). Jego kuzynem był „pierwszy sekretarz” CUPOLI – Salvatore (Cichiteddu) Greco, bratem zaś Salvatore Greco.
Michele Greco znany był pod pseudonimem „Papież” (Il Papa), na który zasłużył sobie niezwykłą zdolnością współpracy z różnymi rodzinami (klanami) mafijnymi. Ponadto umiał skutecznie maskować się przed wymiarem sprawiedliwości, gdyż przez lata policja nie wiedziała o jego kontaktach z mafią i nie łączyła go z jego krewnym Chichiteddu (uznawany był za czarną owcę w rodzinie). Michele był bogatym i szanowanym posiadaczem ziemskim i członkiem zarządów wielu przedsiębiorstw.
Jego posiadłość La Favarella była miejscem spotkań śmietanki towarzyskiej Palermo – jego dom odwiedzali policjanci, politycy, bankierzy i arystokraci; specjalnie dla nich urządzał polowania. Niewykluczone, że razem z bratem mieli szerokie kontakty z członkami Loży Masońskiej P-2. Nazwiska jej członków zostały ujawnione na skutek zeznań dr. Josepha Micelego Crimiego.
Ciaculla i sąsiednia wieś Croce Verde Giardini (Ogrody Zielonego Krzyża) uznawane były za własność Greco. Klan Greco, wraz z innymi rodzinami mafii w okolicach Palermo, kontrolował dużą część sieci wodociągowej. Jako właściciele ziemscy – zgodnie z prawem – jako jedyni mieli pozwolenie na posiadanie studni głębinowych do prywatnego użytku. Nadmiar wydobytej wody miał trafiać do lokalnej społeczności. Zamiast tego – na podstawie kontraktów – nadwyżki wody miasto musiało odkupywać po wygórowanych cenach.
Po śmierci Stefano Bontate i Salvatore Inzerillo (obaj zginęli w czasie wielkiej wojny klanów) Michele Greco zorganizował w październiku 1981 w Palermo spotkanie, podczas którego dwudziestu innych mafiosów przystąpiło do podziału terytoriów po obu zabitych. Spotkanie to przerwał nalot policji, część z nich uciekła, kilku zaś wpadło. Na podstawie zeznań zatrzymanych policja poznała nowe informacje o strukturze mafii.
Nazwisko Michele Greco pojawiło się w raporcie Greco + 161 – (lipiec 1982) komisarza Antonina Cassary (zastępcy szefa Squadra Mobile z Palermo). Raport ten przewidywał aresztowanie 162 mafiosów za wielokrotne morderstwa i handel narkotykami. Cassara zginął w zamachu 6 sierpnia 1985. Kopia tego raportu trafiła na biurko sędziego Rocca Chinniciego (zginął w zamachu bombowym 29 lipca 1983) i prefekta Palermo Carla Alberta Dalla Chiesy.
9 lipca 1983 Michele Greco wraz z m.in. Salvatore Riiną, Bernardo Provenzano i bratem Salvatore Greco został oskarżony przez sędziego Giovanniego Falcone o zlecenie zabójstwa gen. Carla Alberta Dalla Chiesy. Michele Greco został zatrzymany 20 lutego 1986. W Maksiprocesie został oskarżony za zlecenie 78 zabójstw, w tym sędziego Chinniciego. W trakcie procesu zaprzeczał stawianym zarzutom i przynależności do mafii.
Mawiał, że „przemoc jest mi zupełnie obca mojej godności. Jestem najohydniej zniesławionym człowiekiem w całym kraju”. Najprawdopodobniej nikogo osobiście nie zamordował. Jego polecenia wykonywali ludzie pokroju Luciana Leggia oraz „cyngle” jego bratanka, Cichiteddu.
Został skazany na dożywocie w Maksiprocesie. W 1991 – na podstawie apelacji – został zwolniony z więzienia, lecz dzięki postawie sędziego Falcone ponownie trafił do więzienia w lutym 1992 roku.
Zmarł w więzieniu w Rzymie 13 lutego 2008 roku.